# Домине-Кво-Вадис
Домине-Кво-Вадис (лат. Domine quo vadis? — ст.‑слав. Камо грядеши, Господи), официальное название — Санта-Мария-ин-Пальмис (итал. Santa Maria in Palmis) — небольшая церковь на юго-востоке Рима на Аппиевой дороге.
Церковь называется так, потому что стоит на месте, где, по преданию, апостол Пётр, бежавший из Рима, встретил Христа и задал ему вопрос: «Куда ты идешь, Господи» (лат. Domine quo vadis?), на что получил ответ: «Иду в Рим на второе распятие» (лат. Romam vado iterum crucifigi). Устыдившийся Пётр вернулся в город и принял мученическую смерть.

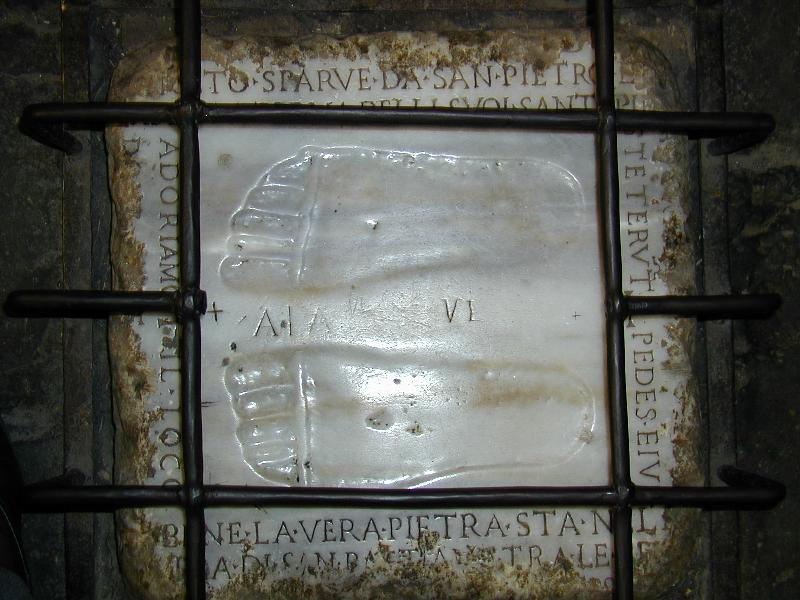

Однонефная церковь основана в IX веке, была полностью перестроена в 1637 году по заказу Франческо Барберини.
В церкви хранится копия мраморного камня (оригинал в базилике Сан-Себастьяно-алле-Катакомбе) с отпечатком двух ступней (возможно, Иисуса Христа). Считается, что этот камень является табличкой с пожеланием счастливого возвращения, возможно, из древнеримского храма Dio Redicolo (Бога Возвращения), который располагался вблизи церкви. Многие исследователи считают, что эти следы в действительности оставил Иисус Христос, в качестве подтверждения приводят надпись на камне Ex Voto (напутствие Христа путешественникам).
На фасаде церкви существовала также надпись: «Остановись, путешествующий, войди в храм, где найдёшь след Господа нашего Иисуса Христа, оставившего на пути с апостолом Петром, бежавшим из римской темницы, и возьми с собой воск и масло, чтобы провести свою душу к Чистилищу». В 1845 году Папа Римский Григорий XVI приказал стереть эту надпись, поскольку посчитал её неуместной.